# Insula-Kirche
Die Insula-Kirche ist eine 1951 eingerichtete Kirche im Bischofswiesener Ortsteil Strub. Sie ist unter der Trägerschaft vom Augustinum Berchtesgadener Land Teil des Campus Bischofswiesen, vormals Lebenswelt Insula, und gehört zum Seelsorgebereich der evangelisch-lutherischen Kirchengemeinde Berchtesgaden.

## Geschichte
Der Kern der Bebauung im Bereich der Insula geht auf eine während der Zeit des Nationalsozialismus errichtete BDM-Schule zurück, wofür zuvor ein Hochmoor entwässert und eine Erhebung (Schusterbichlberg) sowie ein Barockschlösschen abgetragen wurden. In den 1940er Jahren kamen Gebäude für die Wehrmacht hinzu. 
Nach Kriegsende dienten die Gebäude bis 1946 der Spezialorganisation der UNO United Nations Relief and Rehabilitation Administration (UNRRA) als Repatriierungslager für Displaced Persons (DP). Ab 1947 boten sie unter Trägerschaft der International Refugee Organization (IRO) und in Zusammenarbeit mit dem Lutherischen Weltbund Unterkunft insbesondere für bis dahin nicht repatriierte lettische Flüchtlinge und dienten einer lettischen Schule. 1949 wechselte die Trägerschaft zur Inneren Mission München; 1974 ging sie an das Evang.-Luth. Diakoniewerk Hohenbrunn über. 2023 übernahm das Augustinum das Diakonische Werk Hohenbrunn unter der neuen Bezeichnung Augustinum Berchtesgadener Land.
Am 6. Mai 1951 wurden nach entsprechenden Umbauten die Gebäude ihrer neuen Nutzung als Evangelisch-Lutherisches Altenheim übergeben und feierlich eingeweiht. Bei diesem Festakt in Anwesenheit zahlreicher hochrangiger Ehrengäste wurde auch das von einer Turnhalle zur Insula-Kirche umgebaute Gotteshaus seiner Bestimmung übergeben.

## Ausstattung
Die beherrschenden Wandmalereien im Kirchenraum wurden laut Angaben auf der Homepage der zuständigen Kirchengemeinde sowie laut in der Kirche nachlesbaren Kurzvita bis Ende 1950 von Erich Gindler geschaffen. Er habe demnach zu den ersten Flüchtlingen gehört, die nach dem Krieg in der Insula eine Bleibe gefunden hatten und die auf den Gemälden dargestellten Personen würden Züge seiner lettischen Mitbewohner tragen. In der vom Ostpreußischen Landesmuseum veröffentlichten Kurzvita zu Gindler werden zwar für die 1950er Jahre seine Annahme öffentlicher Aufträge, nicht aber ein Aufenthalt in der Insula zwischen seiner Entlassung aus englischer Kriegsgefangenschaft im Februar 1946 und seinem anschließend längeren Aufenthalt in Murnau vermerkt, so dass womöglich von einer zufälligen Namensgleichheit eines anderen Künstlers ausgegangen werden muss.
Die regelmäßigen Sonntagsgottesdienste werden für Heimbewohner, die am Kirchgang verhindert sind, auch auf ihre Zimmer übertragen.

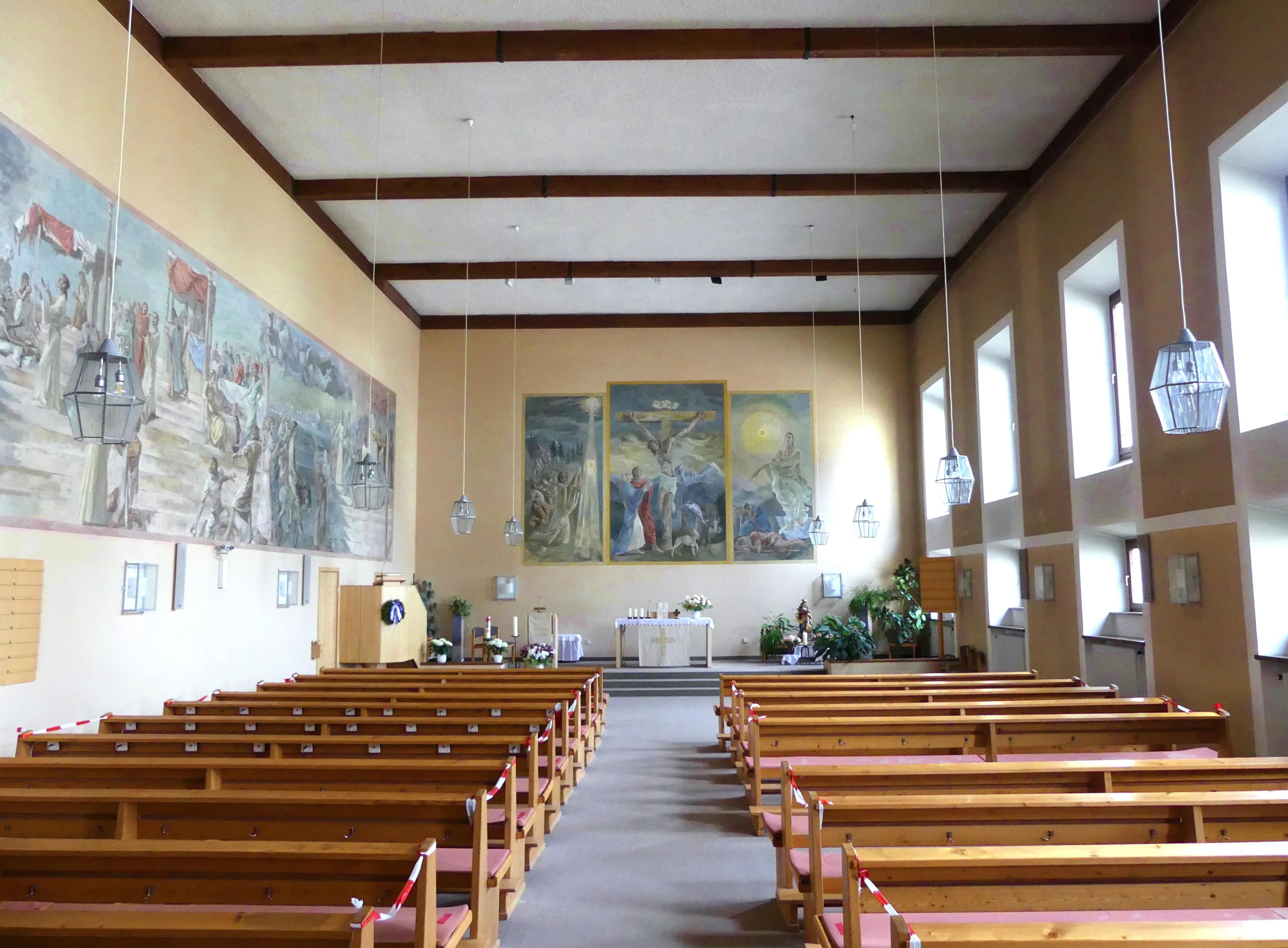
Blick vom Eingang zum Altar
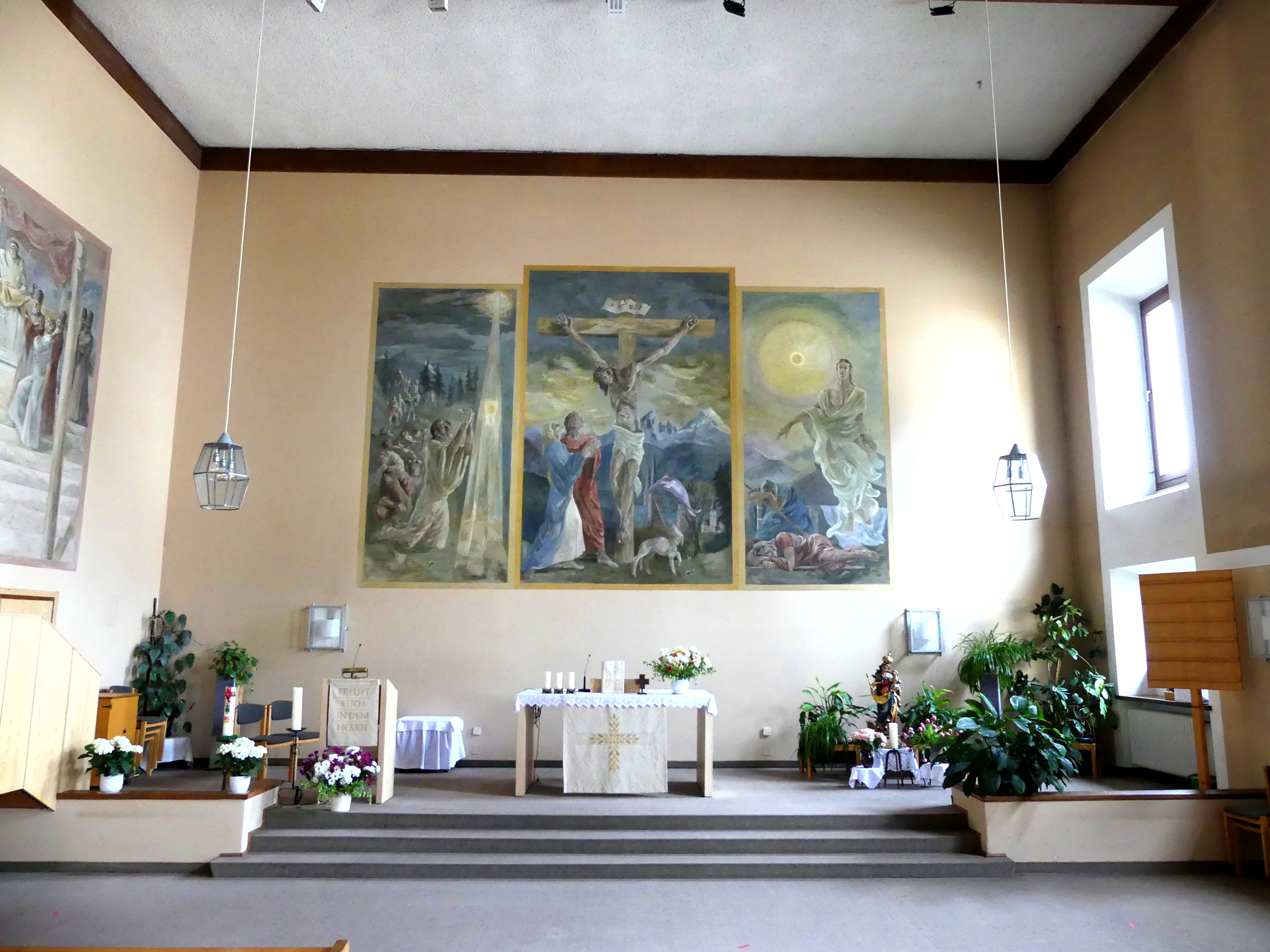
Altar
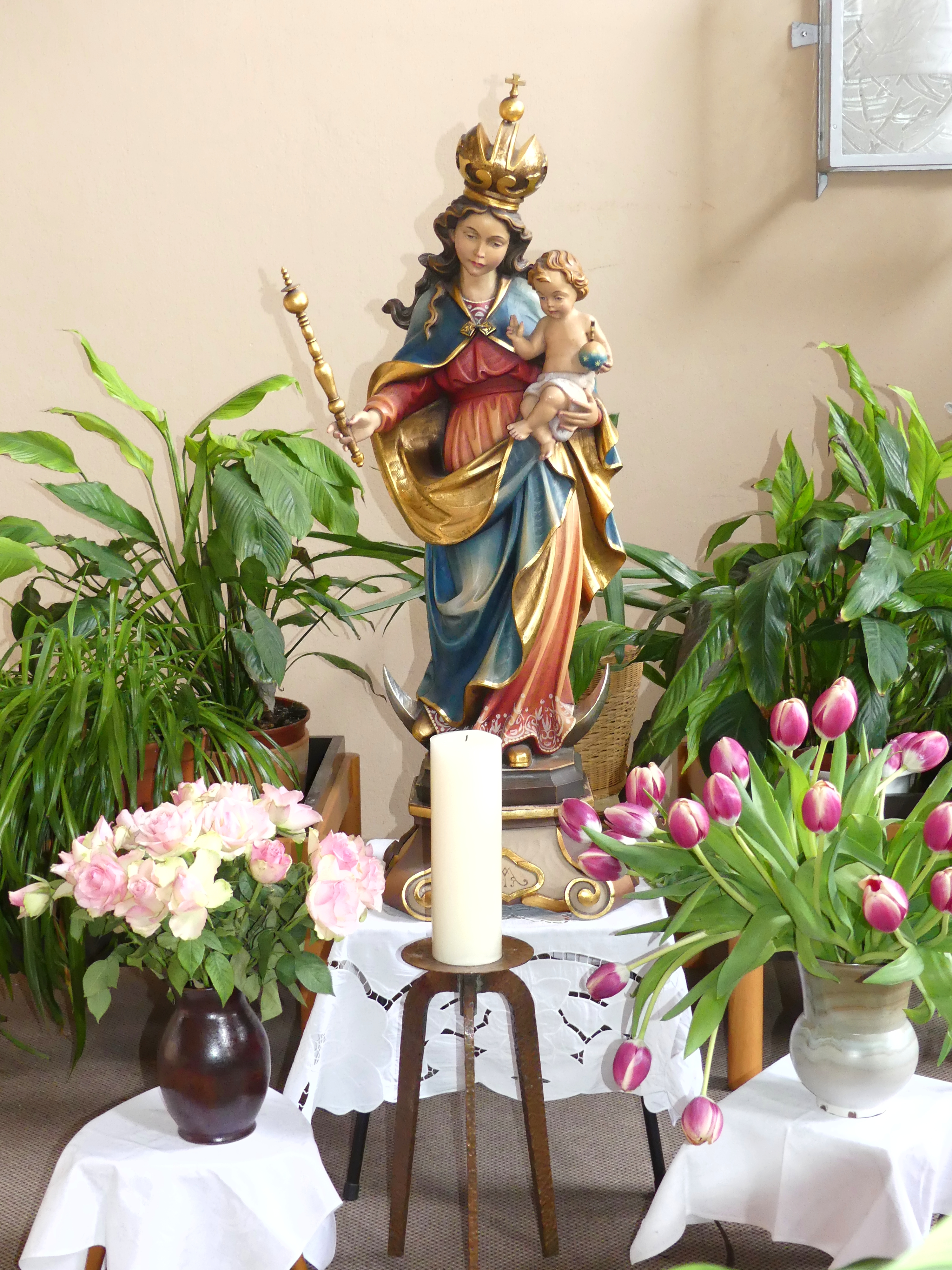
Mutter-Gottes-Statue
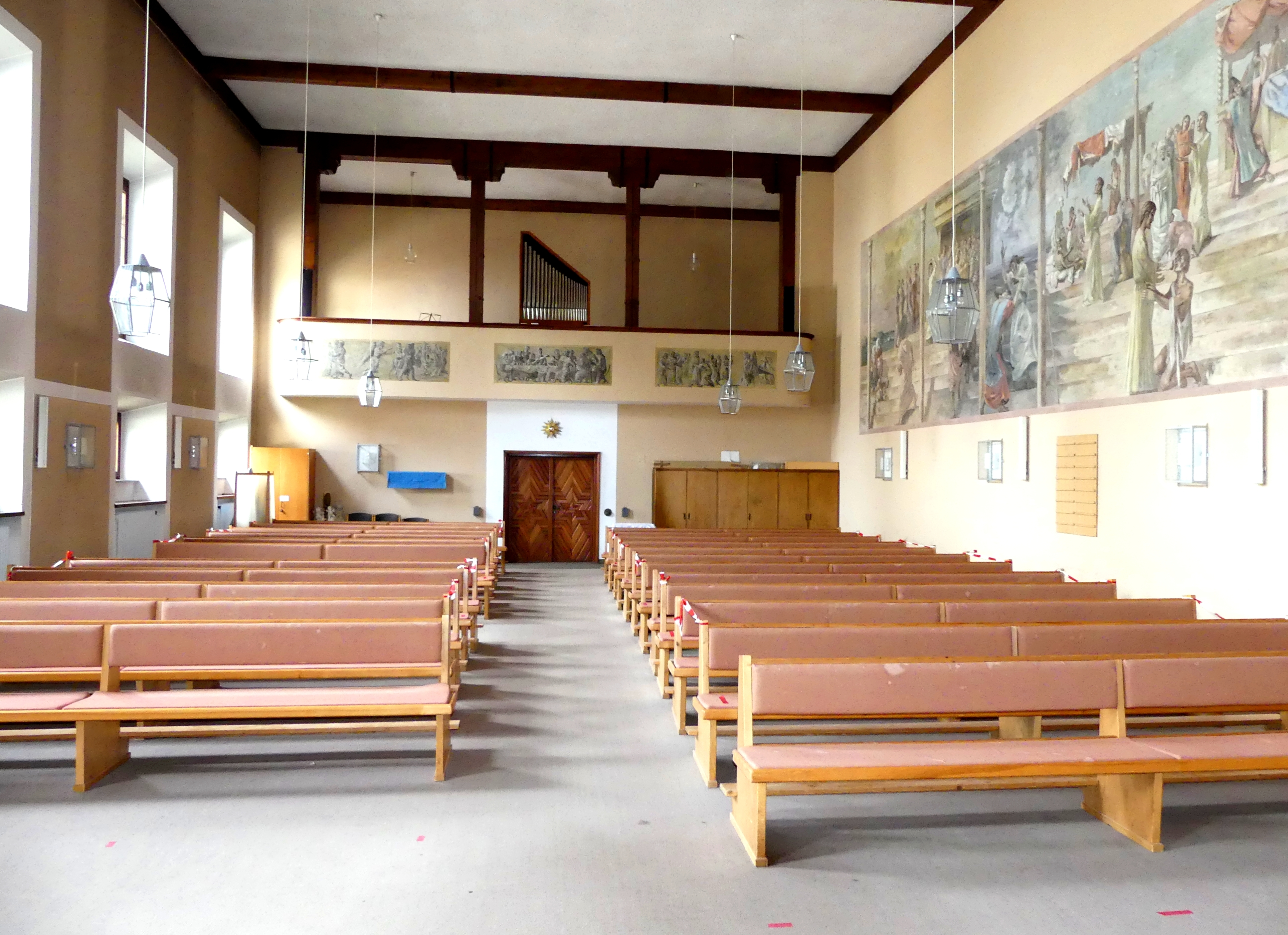
Blick zum Ausgang – Empore mit Orgel
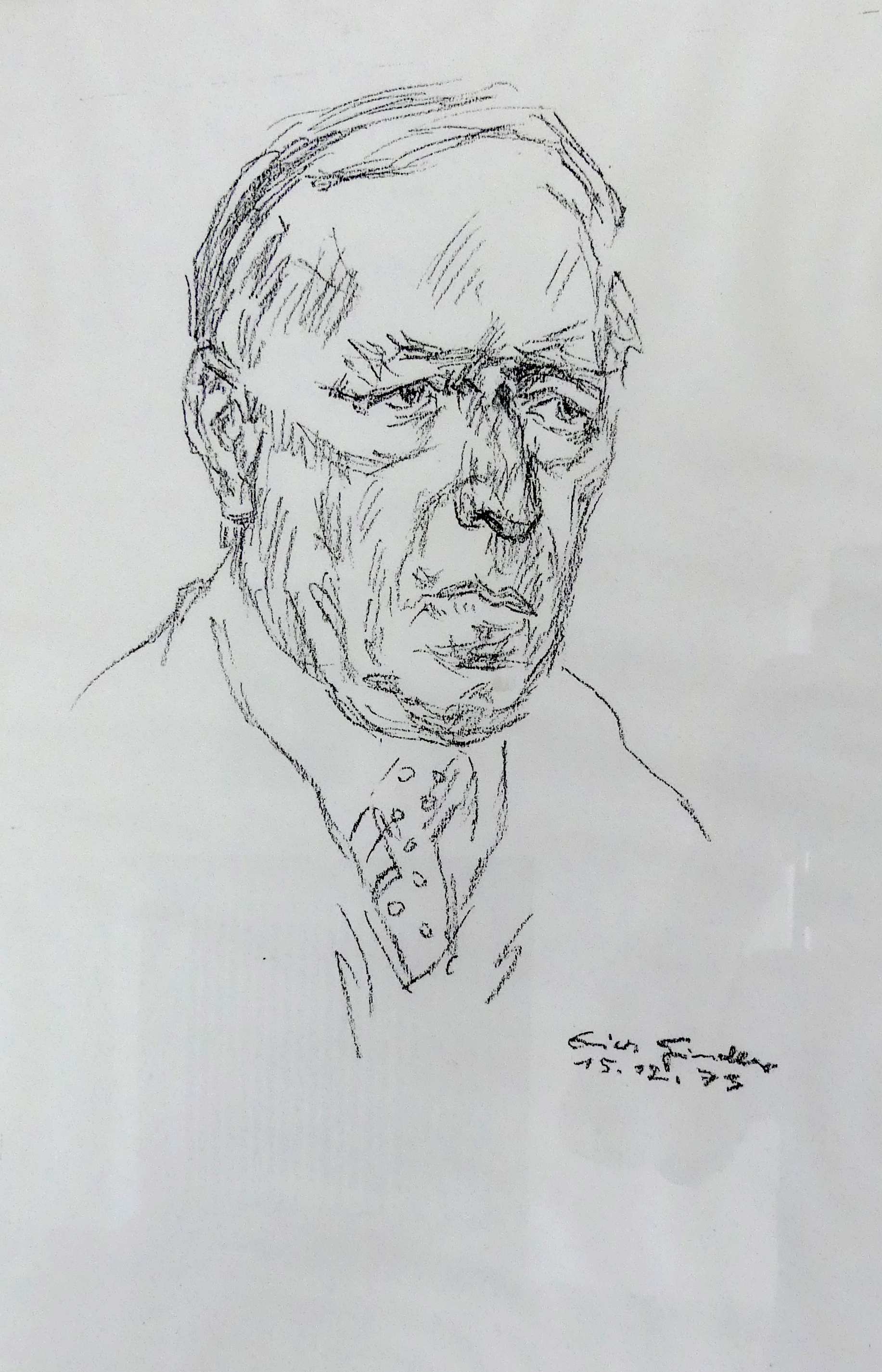
Selbstporträt von Erich Gindler
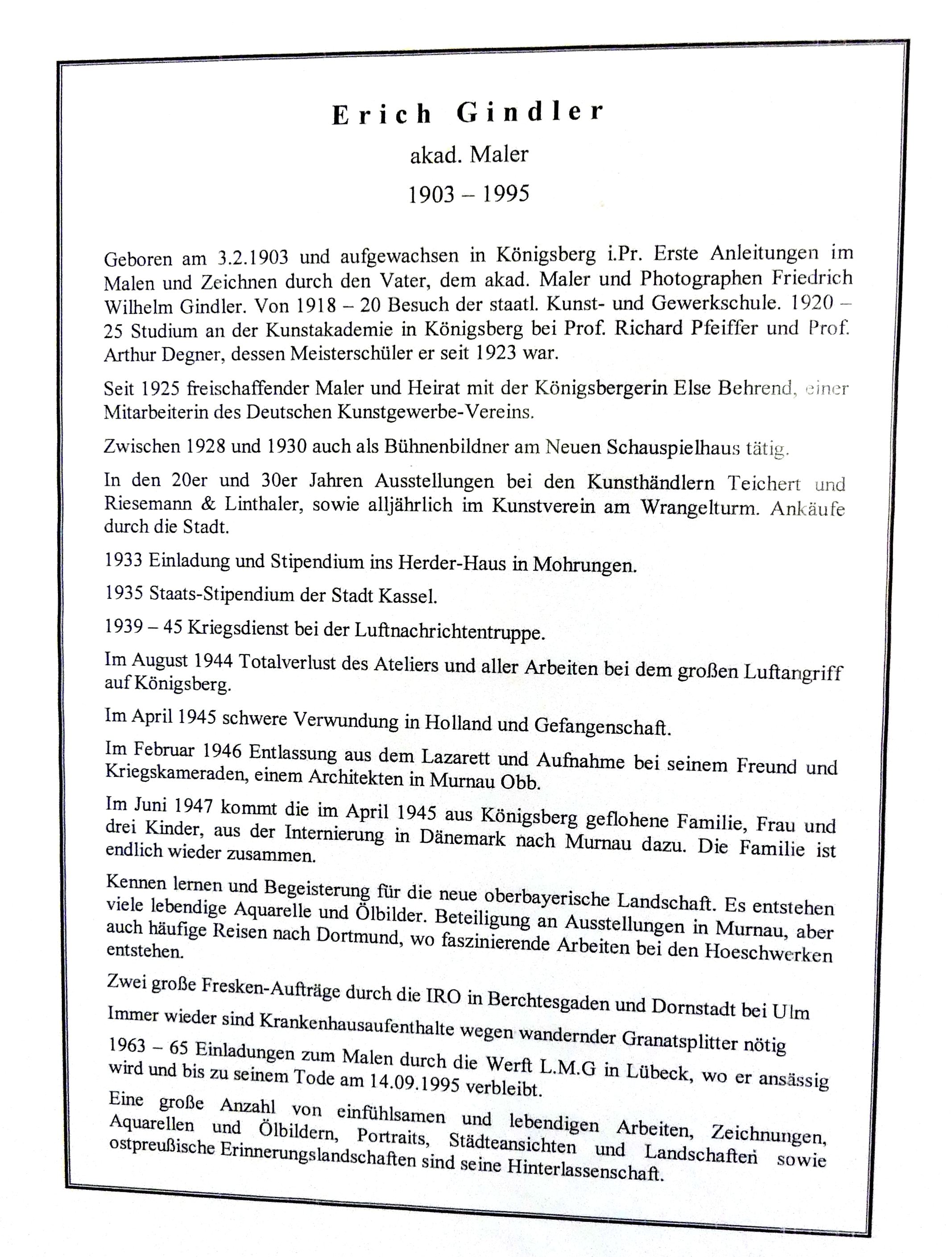
Kurzvita von Erich Gindler in der Insula-Kirche

## Zuständige Kirchengemeinde
Die Kirche gehört zum Seelsorgebereich der evangelisch-lutherischen Kirchengemeinde Berchtesgaden,  Dekanat Traunstein innerhalb der Evangelisch-Lutherischen Kirche in Bayern. 